# 4861 Nemirovskij
4861 Nemirovskij (1987 QU10) là một tiểu hành tinh vành đai chính được phát hiện ngày 27 tháng 8 năm 1987 bởi L. G. Karachkina ở Nauchnyj.